# Władysław Żurawski (malarz)
Władysław Żurawski (ur. 9 czerwca 1888 w Stryju, zm. 25 lutego 1963 w Mielcu) – polski malarz, grafik, ilustrator i nauczyciel.

## Życiorys
Uczęszczał do szkoły średniej i realnej w Stanisławowie. Studia artystyczne odbył w latach 1907-1912 w krakowskiej Akademii Sztuk Pięknych u Wojciecha Weissa i Jacka Malczewskiego, a także u Józefa Pankiewicza, Juliana Fałata i Teodora Axentowicza. Studia ukończył ze specjalnością pedagogiczną.
W latach 1912 i 1913 przebywał w Paryżu. Po powrocie do kraju zamieszkał w Sokalu. W połowie 1913 został zastępcą nauczyciela w C. K. Gimnazjum w Sokalu (po 1918 Państwowe Gimnazjum im. Antoniego Malczewskiego), gdzie przez wiele lat do 1939 uczył rysunków, kaligrafii, potem matematyki, języka polskiego, historii, prowadził gabinet modeli rysunkowych, gabinet rysunkowy, gry i zabawy, Hufiec Przysposobienia Wojskowego nr 4, a ponadto w latach 30. uczył matematyki w Seminarium Nauczycielskim, a w 1938/1939 wykładał też w Państwowym Liceum Pedagogicznym, dyr. od 1936/1937 do 1939. 31 grudnia 1931 awansował na pełnego nauczyciela gimnazjum.
W 1921 poślubił Jarosławę Saturską. Podczas pobytu w Sokalu zaprzyjaźnił się z Julianem Przybosiem (uczącym w sokalskim gimnazjum do początku 1926). Po wkroczeniu wojsk radzieckich w 1939 nadal pracował jako nauczyciel rysunku. Podczas okupacji niemieckiej od 1 kwietnia 1942 do 12 marca 1943 był profesorem Staatliche Handelschule (państwowej szkoły handlowej). Obawiając się napadu nacjonalistów ukraińskich, po 15 marca 1944 przeniósł się z Sokala do Mielca. Od marca do lipca 1944 pracował w zakładach przemysłu lotniczego w Mielcu. W latach 1945–1951 pracował jako nauczyciel rysunku w Państwowym Gimnazjum i Liceum im. St. Konarskiego w Mielcu. W roku 1952 zamieszkał w Zamościu i rozpoczął pracę nauczyciela rysunku w Państwowym Liceum Sztuk Plastycznych. W roku 1958 przeszedł na emeryturę. W roku 1959 powrócił do Mielca, gdzie jako emeryt uczył rysunku w miejscowym liceum i gdzie zmarł w roku 1963.
Oprócz pracy nauczycielskiej zajmował się twórczością plastyczną. Od 1928 zajął się głównie drzeworytem, najczęściej o tematyce folklorystycznej. Jego dzieła wykazują pewne wpływy stylu Władysława Skoczylasa. Swoje drzeworyty publikował często w postaci cykli tworzących albumy.